# Virgil Hill
Virgil Eugene Hill (Clinton, Misuri, 18 de enero de 1964 es un boxeador estadounidense que ha sido en varias ocasiones campeón del mundo en categoría semipesada y crucero desde 1987, cuando consiguió su primer título hasta el 2007 cuando perdió el título de la Asociación Mundial de Boxeo peso crucero ante Firat Arslan.

## Biografía

### Amateur
En 1984, con 20 años, ganó la medalla de plata en los Juegos Olímpicos de Los Ángeles 1984 representando a los Estados Unidos en la categoría de los pesos medios después de perder por decisión ante Shin Joon-Sup.
Estos son sus resultados:
- Derrota a  Edward Neblett RSC 2
- Derrota a  Brian Schumacher 5-0
- Derrota a  Damir Škaro 4-1
- Derrota a  Mohamed Zaoui 5-0
- Pierde ante  Shin Joon-Sup 2-3

Además de esta medalla, Hill fue el campeón de los pesos medios de los Guantes de Oro Nacionales en 1984.

### Profesional
Después de ganar la medalla olímpica, empieza su carrera como profesional ante Arthur Wright el 15 de noviembre de 1984, al que gana por nocaut técnico en el segundo asalto.
Sus primeros 18 combates fueron victorias y ya en el combate siguiente tuvo una oportunidad mundialista ante Leslie Stewart por el título de la Asociación Mundial de Boxeo, peso semipesado. El combate se celebró el 5 de septiembre de 1987 y ganó Hill por nocaut técnico en cuatro asaltos. Defendió el cinturón hasta en diez ocasiones pero en el siguiente combate ante Thomas Hearns perdió por decisión unánime.
Al año siguiente, el título estaba vacante y se lo adjudicó en una pelea ante Frank Tate, al que ganó por decisión unánime. Otra vez con el título en su poder, lo defendió en nueve ocasiones y en la décima lo hizo ante el campeón semipesado de la Federación Internacional de Boxeo, Henry Maske. El combate tuvo lugar el 23 de noviembre de 1996 y ganó Hill por decisión en doce asaltos. Maske después del combate declaró que había sido su última pelea aunque volvió once años más tarde únicamente para la revancha, la cual ganó por decisión unánime.
Con dos cinturones Hill retó a Dariusz Michalczewski, campeón semipesado de la Organización Mundial de Boxeo, pero perdió por decisión unánime en doce asaltos. Su siguiente combate fue ante Roy Jones Jr y perdió por nocaut en el cuarto asalto. Después de estas derrotas decidió subir de categoría, hasta los pesos crucero donde se adjudicó en su primer combate el título vacante IBC. Después de otro combate más retó al campeón crucero de la Asociación y ganó por nocaut en el primer asalto a Fabrice Tiozzo adjudicándose un nuevo título mundial. En su primera defensa ante el francés Jean Marc Mormeck fue derrotado en el octavo asalto después de no responder correctamente la pregunta del árbitro.
En sus siguientes combates volvió a ganar el título IBC y volvió a retar a Mormeck por el título mundial pero perdió por decisión unánime en doce asaltos. Dos años después el título quedó vacante y peleó ante Valery Brudov por recuperarle y ganó por decisión unánime. En su primera defensa ante Firat Arslan perdió claramente por decisión el 24 de noviembre de 2007.
El 8 de marzo de 2012 Virgin Hill anuncia su vuelta al cuadrilátero con Freddie Roach en su esquina. Volverá con 48 años de edad.

## Récord profesional
| 51 Ganadas (24 KOs), 7 Derrotas |        |                       |      |               |            |                                                                    | |
| Res.                            | Récord | Oponente              | Tipo | Rd., Tiempo   | Datos      | Localidad                                                          | Notas |
| G                               | 51–7   | Jimmy Campbell        | TKO  | 2 (8), 2:00   | 28-02-2015 | Civic Center, Bismarck, Dakota del Norte, EE. UU.                  | |
| D                               | 50–7   | Firat Arslan          | UD   | 12            | 24-11-2007 | Freiberger Arena, Dresde, Alemania                                 | Pierde el título mundial de la WBA del peso crucero                                                                                    |
| D                               | 50–6   | Henry Maske           | UD   | 12            | 31-03-2007 | Olympiahalle, Múnich, Alemania                                     | |
| G                               | 50–5   | Valery Brudov         | UD   | 12            | 27-01-2006 | Tropicana Casino & Resort, Atlantic City, Nueva Jersey, EE. UU.    | Gana el título mundial vacante de la WBA del peso crucero                                                                              |
| D                               | 49–5   | Jean-Marc Mormeck     | UD   | 12            | 22-05-2004 | Carnival City, Brakpan, Sudáfrica                                  | Por el título mundial de la WBA del peso crucero.                                                                                      |
| G                               | 49–4   | Donny Lalonde         | UD   | 10            | 05-07-2003 | CanWest Global Park, Winnipeg, Manitoba, Canadá                    | |
| G                               | 48–4   | Joey DeGrandis        | UD   | 12            | 17-11-2002 | Ralph Engelstad Arena, Grand Forks, Dakota del Norte, EE. UU.      | Gana el título vacante de la IBC del peso crucero                                                                                      |
| G                               | 47–4   | Carlos Bates          | TKO  | 1 (12), 1:50  | 23-08-2002 | 4 Bears Casino & Lodge, New Town Dakota del Norte, EE. UU.         | |
| D                               | 46–4   | Jean-Marc Mormeck     | RTD  | 8 (12), 3:00  | 23-02-2002 | Palais des Sports, Marsella, Francia                               | Pierde el título mundial de la WBA del peso crucero.                                                                                   |
| G                               | 46–3   | Fabrice Tiozzo        | TKO  | 1 (12), 2:59  | 09-12-2000 | Astroballe, Lyon, Francia                                          | Gana el título mundial de la WBA del peso crucero.                                                                                     |
| G                               | 45–3   | Glenn Thomas          | UD   | 10            | 09-05-1999 | Municipal Auditorium, Minot, Dakota del Norte, EE. UU.             | |
| G                               | 44–3   | James Hayes           | KO   | 2 (12), 2:27  | 07-11-1998 | Civic Center, Bismarck, Dakota del Norte, EE. UU.                  | Gana el título vacante de la IBC del peso crucero                                                                                      |
| D                               | 43–3   | Roy Jones Jr.         | KO   | 4 (12), 1:10  | 25-04-1998 | Coast Coliseum, Biloxi, Misisipi, EE. UU.                          | |
| D                               | 43–2   | Dariusz Michalczewski | UD   | 12            | 13-06-1997 | Arena Oberhausen, Oberhausen, Alemania                             | Pierde los títulos WBA, IBF, y lineales del peso semipesado; Por el título mundial de la WBO                                           |
| G                               | 43–1   | Henry Maske           | SD   | 12            | 23-11-1996 | Olympiahalle, Múnich, Alemania                                     | Retiene el título mundial de la WBA del peso semipesado; Gana el título mundial de la IBF y los títulos lineales vacantes.             |
| G                               | 42–1   | Lou Del Valle         | UD   | 12            | 20-04-1996 | Ralph Engelstad Arena, Grand Forks, Dakota del Norte, EE. UU.      | Retiene el título mundial de la WBA del peso semipesado                                                                                |
| G                               | 41–1   | Drake Thadzi          | UD   | 12            | 02-09-1995 | Wembley Stadium, Londres, Reino Unido                              | Retiene el título mundial de la WBA del peso semipesado                                                                                |
| G                               | 40–1   | Crawford Ashley       | UD   | 12            | 01-04-1995 | Star of the Desert Arena, Primm, Nevada, EE. UU.                   | Retiene el título mundial de la WBA del peso semipesado                                                                                |
| G                               | 39–1   | Frank Tate            | UD   | 12            | 23-07-1994 | Civic Center, Bismarck, Dakota del Norte, EE. UU.                  | Retiene el título mundial de la WBA del peso semipesado                                                                                |
| G                               | 38–1   | Guy Waters            | UD   | 12            | 17-12-1993 | Municipal Auditorium, Minot, Dakota del Norte, EE. UU.             | Retiene el título mundial de la WBA del peso semipesado                                                                                |
| G                               | 37–1   | Saúl Montana          | TKO  | 10 (12), 2:26 | 09-11-1993 | Fargodome, Fargo, Dakota del Norte, EE. UU.                        | Retiene el título mundial de la WBA del peso semipesado                                                                                |
| G                               | 36–1   | Sergio Daniel Merani  | UD   | 12            | 28-08-1993 | Civic Center, Bismarck, Dakota del Norte, EE. UU.                  | Retiene el título mundial de la WBA del peso semipesado                                                                                |
| G                               | 35–1   | Fabrice Tiozzo        | SD   | 12            | 03-04-1993 | Palais des sports Marcel-Cerdan, París, Francia                    | Retiene el título mundial de la WBA del peso semipesado                                                                                |
| G                               | 34–1   | Adolpho Washington    | TD   | 11 (12)       | 20-02-1993 | Fargodome, Fargo, Dakota del Norte, EE. UU.                        | Retiene el título mundial de la WBA del peso semipesado; Unanimous TD after Washington was cut by bumping his head against a TV camera |
| G                               | 33–1   | Frank Tate            | UD   | 12            | 29-09-1992 | Civic Center, Bismarck, Dakota del Norte, EE. UU.                  | Gana el título mundial vacante WBA del peso semipesado                                                                                 |
| G                               | 32–1   | Lottie Mwale          | KO   | 4 (12), 1:44  | 11-04-1992 | Civic Center, Bismarck, Dakota del Norte, EE. UU.                  | Gana el título WBC International del peso semipesado.                                                                                  |
| G                               | 31–1   | Aundrey Nelson        | UD   | 10            | 01-03-1992 | Princes Park, Melbourne, Australia                                 | |
| D                               | 30–1   | Thomas Hearns         | UD   | 12            | 03-06-1991 | Caesars Palace, Paradise, Nevada, EE. UU.                          | Pierde el título mundial de la WBA del peso semipesado.                                                                                |
| G                               | 30–0   | Mike Peak             | UD   | 12            | 06-01-1991 | Civic Center, Bismarck, Dakota del Norte, EE. UU.                  | Retiene el título mundial de la WBA del peso semipesado                                                                                |
| G                               | 29–0   | Frank Minton          | TKO  | 9 (10)        | 27-10-1990 | Civic Center, Bismarck, Dakota del Norte, EE. UU.                  | |
| G                               | 28–0   | Tyrone Frazier        | UD   | 12            | 07-07-1990 | Civic Center, Bismarck, Dakota del Norte, EE. UU.                  | Retiene el título mundial de la WBA del peso semipesado                                                                                |
| G                               | 27–0   | David Vedder          | UD   | 12            | 25-02-1990 | Civic Center, Bismarck, Dakota del Norte, EE. UU.                  | Retiene el título mundial de la WBA del peso semipesado                                                                                |
| G                               | 26–0   | James Kinchen         | TKO  | 1 (12), 2:52  | 24-10-1989 | Civic Center, Bismarck, Dakota del Norte, EE. UU.                  | Retiene el título mundial de la WBA del peso semipesado                                                                                |
| G                               | 25–0   | Joe Lasisi            | TKO  | 7 (12), 1:56  | 27-05-1989 | Civic Center, Bismarck, Dakota del Norte, EE. UU.                  | Retiene el título mundial de la WBA del peso semipesado                                                                                |
| G                               | 24–0   | Bobby Czyz            | UD   | 12            | 04-03-1989 | Civic Center, Bismarck, Dakota del Norte, EE. UU.                  | Retiene el título mundial de la WBA del peso semipesado                                                                                |
| G                               | 23–0   | Willie Featherstone   | TKO  | 10 (12), 2:05 | 11-11-1988 | Civic Center, Bismarck, Dakota del Norte, EE. UU.                  | Retiene el título mundial de la WBA del peso semipesado                                                                                |
| G                               | 22–0   | Ramzi Hassan          | UD   | 12            | 06-06-1988 | Las Vegas Hilton, Winchester, Nevada, EE. UU.                      | Retiene el título mundial de la WBA del peso semipesado                                                                                |
| G                               | 21–0   | Jean-Marie Emebe      | TKO  | 11 (12), 1:29 | 03-04-1988 | Civic Center, Bismarck, Dakota del Norte, EE. UU.                  | Retiene el título mundial de la WBA del peso semipesado                                                                                |
| G                               | 20–0   | Rufino Angulo         | UD   | 12            | 21-11-1987 | Stade Pierre de Coubertin, París, Francia                          | Retiene el título mundial de la WBA del peso semipesado                                                                                |
| G                               | 19–0   | Leslie Stewart        | TKO  | 4 (12), 3:07  | 05-09-1987 | Trump Plaza Hotel and Casino, Atlantic City, Nueva Jersey, EE. UU. | Gana el título mundial de la WBA del peso semipesado                                                                                   |
| G                               | 18–0   | Junior Edmonds        | UD   | 10            | 19-07-1987 | All Seasons Arena, Minot, EE. UU.                                  | |
| G                               | 17–0   | Marcos Geraldo        | KO   | 2 (10)        | 13-06-1987 | Lake Tahoe, Nevada, EE. UU.                                        | |
| G                               | 16–0   | Marvin Camel          | KO   | 1, 2:52       | 01-05-1987 | City Arena, Grand Forks, Dakota del Norte, EE. UU.                 | |
| G                               | 15–0   | James Williams        | KO   | 4             | 06-03-1987 | Fargo, Dakota del Norte, EE. UU.                                   | |
| G                               | 14–0   | Clarence Osby         | UD   | 12            | 11-12-1986 | Felt Forum, Nueva York, Nueva York, EE. UU.                        | Gana el título vacante WBC Continental Americas del peso semipesado                                                                    |
| G                               | 13–0   | Eric Winbush          | UD   | 10            | 17-10-1986 | Civic Center, Bismarck, Dakota del Norte, EE. UU.                  | |
| G                               | 12–0   | Wayne Caplette        | KO   | 1             | 04-10-1986 | Willsiton, Dakota del Norte, EE. UU.                               | |
| G                               | 11–0   | Marcus Dorsey         | KO   | 2             | 14-08-1986 | Edmonds Community College, Lynnwood, Washington, EE. UU.           | |
| G                               | 10–0   | Willie Mayberry       | TKO  | 1             | 02-08-1986 | Detroit Lakes, Minnesota, EE. UU.                                  | |
| G                               | 9–0    | Mike Sedillo          | UD   | 10            | 10-07-1986 | The Forum, Inglewood, California, EE. UU.                          | |
| G                               | 8–0    | Santiago Valdez       | KO   | 1, 1:32       | 30-06-1986 | Pacific Ramada Hotel, Everett, Washington, EE. UU.                 | |
| G                               | 7–0    | Abdul Hakim           | TKO  | 4 (8), 0:57   | 30-04-1986 | Broadway by the Bay Theater, Atlantic City, Nueva Jersey, EE. UU.  | |
| G                               | 6–0    | James Williamson      | TKO  | 6, 0:57       | 02-03-1986 | Host Resort, Lancaster, Pensilvania, EE. UU.                       | |
| G                               | 5–0    | Fred Jordan           | TKO  | 4 (6), 1:59   | 22-01-1986 | Broadway by the Bay Theater, Atlantic City, Nueva Jersey, EE. UU.  | |
| G                               | 4–0    | Dawud Shaw            | UD   | 6             | 13-07-1985 | Atlantis Hotel and Casino, Atlantic City, Nueva Jersey, EE. UU.    | |
| G                               | 3–0    | David Vedder          | UD   | 6             | 16-02-1985 | Lawlor Events Center, Reno, Nevada, EE. UU.                        | |
| G                               | 2–0    | John Tyrell           | TKO  | 1 (6), 1:12   | 05-01-1985 | Broadway by the Bay Theater, Atlantic City, New Jersey, EE. UU.    | |
| G                               | 1–0    | Arthur Wright         | TKO  | 2, 2:05       | 15-11-1984 | Madison Square Garden, Nueva York, Nueva York, EE. UU.             | Debut profesional |